# Jozef Ninis
Jozef Ninis (Čadca, 28 giugno 1981) è uno slittinista slovacco.
È il fratello di Alena Ninisová, ex slittinista di livello internazionale, ed è cognato di Martin Bajčičák, fondista di alto livello.

## Biografia
Pratica lo slittino dall'età di 9 anni e nel 1999 ha iniziato a competere per la nazionale slovacca nelle varie categorie giovanili sia nella specialità del singolo che in quella del doppio gareggiando in coppia con Adam Cech, con il quale giunsero terzi nella classifica generale della Coppa del Mondo juniores 2000/01. Partecipò inoltre a varie edizioni dei campionati mondiali juniores in entrambe le discipline, senza però ottenere risultati di particolare rilievo.

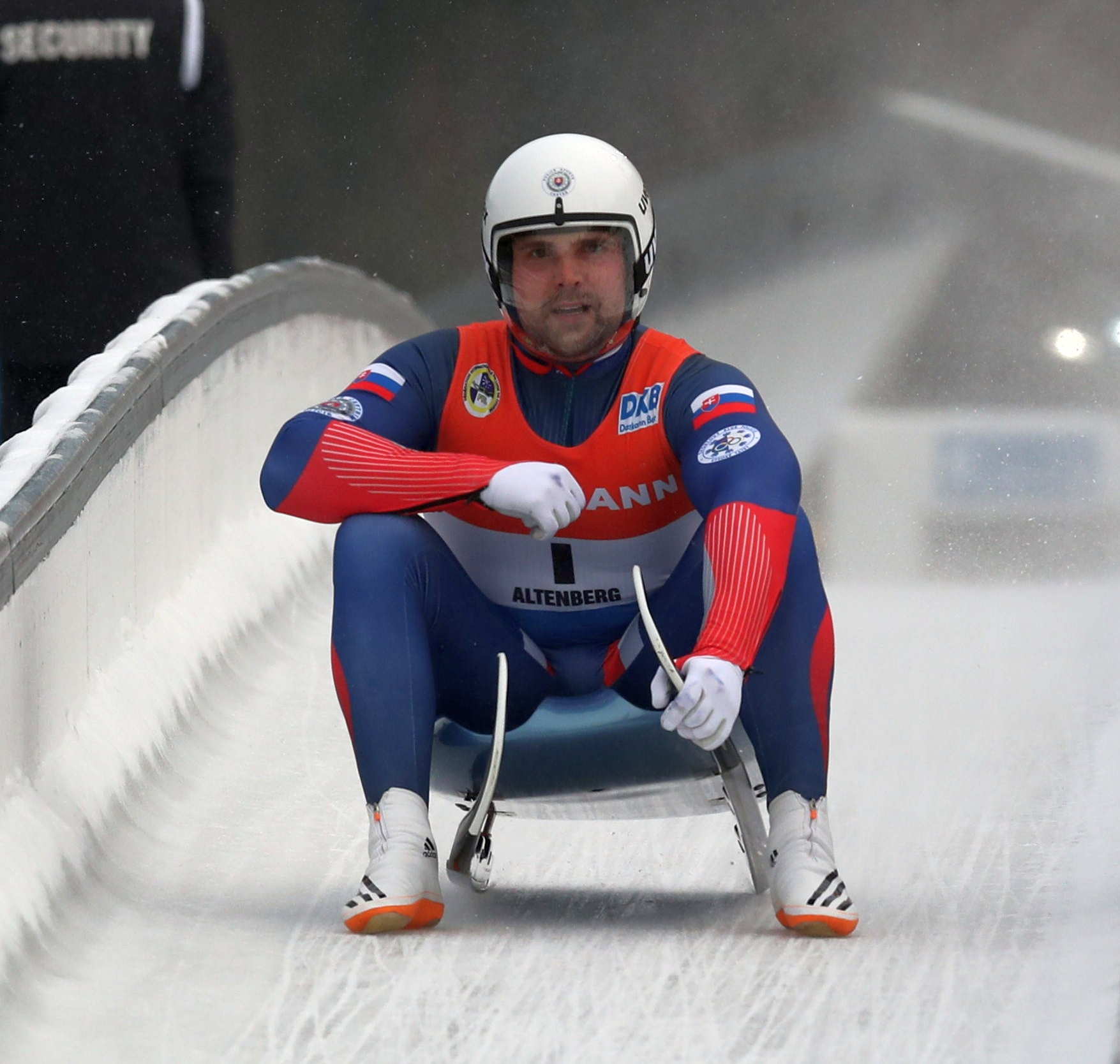
Ninis in gara ad Altenberg nel 2017

Specializzatosi nella disciplina individuale, Ninis esordì in Coppa del Mondo nel 2000/01, terminando l'annata al 32º posto in classifica generale. Ottenne il suo primo podio nell'ultima gara della stagione 2017/18, il 28 gennaio 2018 a Sigulda, dove concluse la gara del singolo sprint al secondo posto. In classifica generale come miglior risultato si è piazzato al 14º posto nel singolo nel 2017/18.
Ha partecipato a quattro edizioni dei Giochi olimpici invernali: a Torino 2006 giunse in ventiduesima piazza nel singolo, a Vancouver 2010 fu invece ventiquattresimo nell'individuale, a Soči 2014 giunse diciannovesimo nel singolo e decimo nella gara a squadre e a Pyeongchang 2018 terminò la gara del singolo al venticinquesimo posto e quella a squadre all'undicesimo.

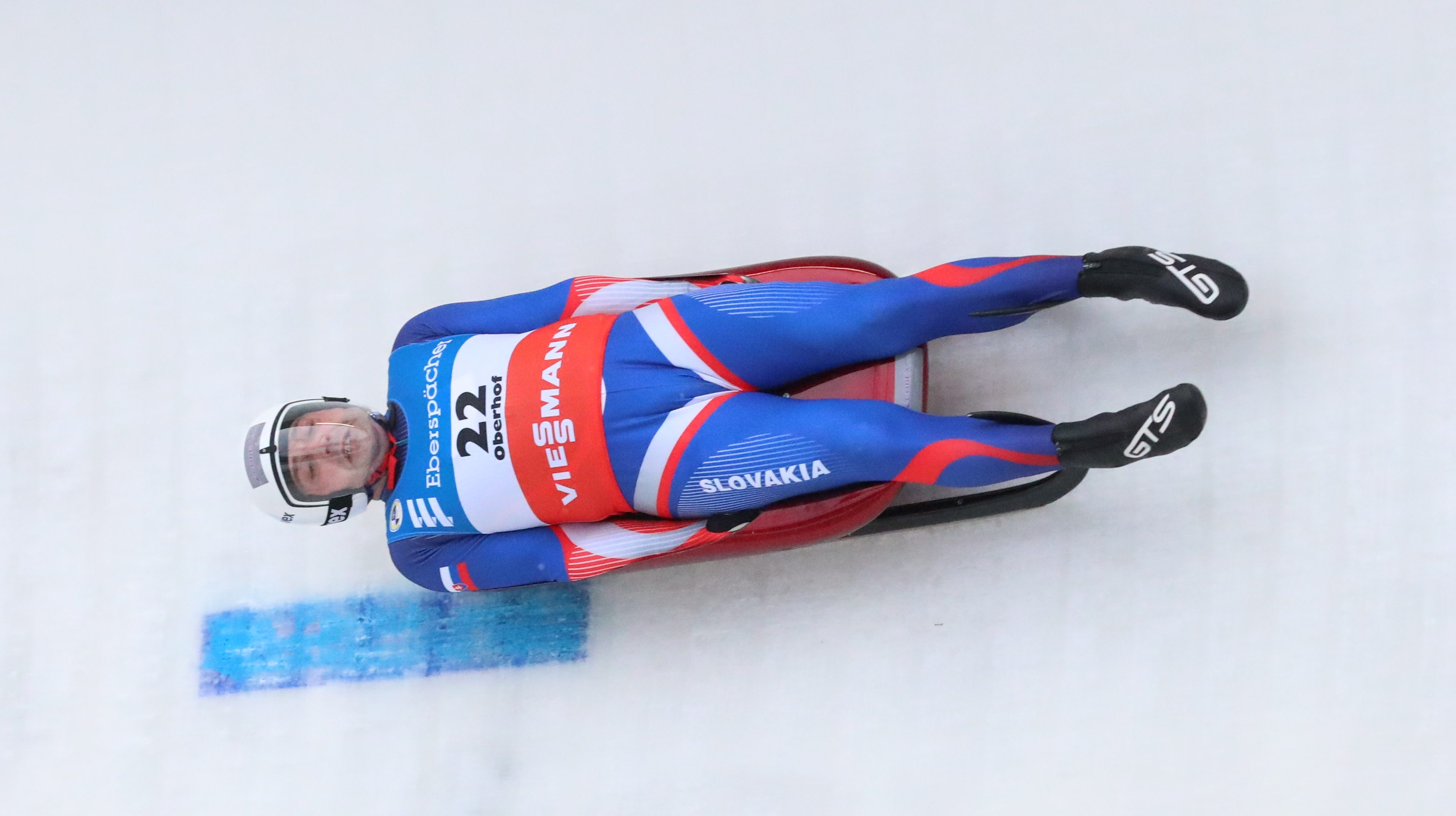
Ninis in gara a Oberhof nel 2021

Ha altresì preso parte a ben quattordici edizioni dei campionati mondiali. Nel dettaglio i suoi risultati nelle prove iridate sono stati, nel singolo: diciassettesimo a Nagano 2004, trentottesimo a Park City 2005, ventitreesimo a Igls 2007, tredicesimo a Oberhof 2008, diciannovesimo a Lake Placid 2009, diciassettesimo a Cesana Torinese 2011, quattordicesimo ad Altenberg 2012, quindicesimo a Whistler 2013, quattordicesimo a Sigulda 2015, diciannovesimo a Schönau am Königssee 2016, trentunesimo a Igls 2017, tredicesimo a Winterberg 2019 e dodicesimo a Soči 2020 e dodicesimo a Schönau am Königssee 2021; nel singolo sprint: decimo a Soči 2020; nelle prove a squadre: settimo a Igls 2007, ottavo a Oberhof 2008, quinto a Lake Placid 2009, nono ad Altenberg 2012, nono a Whistler 2013, ottavo a Sigulda 2015, dodicesimo a Schönau am Königssee 2016, dodicesimo a Igls 2017 e sesto a Soči 2020 e ottavo a Schönau am Königssee 2021.
Agli europei vanta quali migliori risultati la sesta piazza nel singolo, ottenuta a Sigulda 2018, e la quinta a squadre, raggiunta nell'edizione di Soči 2012.

## Palmarès

### Coppa del Mondo
- Miglior piazzamento in classifica generale di Coppa del Mondo nel singolo: 11º nel 2022/23.
- 1 podio (nel singolo sprint):
  - 1 secondo posto.

### Coppa del Mondo juniores
- Miglior piazzamento in classifica di Coppa del Mondo juniores nel doppio: 3º nel 2000/01.